# Península de Malaca

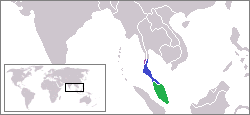
Localització de la península de Malaca

La península de Malaca, també coneguda com a península Malaia (en malai: Tanah Melayu, en tailandès: คาบสมุทรมลายู Khap Samut Malayu), és un llarg i estret apèndix del continent asiàtic, la major península del sud-est asiàtic i també el punt més austral d'Àsia. El seu punt més estret és l'istme de Kra. Les muntanyes de Tenasserim recorren la península de nord-oest a sud-est. La costa sud-oest està separada de l'illa de Sumatra per l'estret de Malaca. A l'est, enllà de la mar de la Xina meridional, hi ha l'illa de Borneo. La costa sud està separada de l'illa de Singapur per l'estret de Johor.
Políticament, està dividida en territoris pertanyents a Myanmar, Tailàndia i Malàisia (Singapur, en ser una illa, no forma part de la península de Malaca).
- El nord-oest és la part més al sud de Myanmar, l'antiga Birmània.
- La regió central i el nord-est correspon a la part meridional de Tailàndia.
- El sud és la part continental de Malàisia, coneguda com la Malàisia peninsular o Malàisia occidental.

El terme malai Tanah Melayu ('terra malaia') és usat políticament de vegades per cridar a la unitat dels pobles de la península sota una sola nació malaia. Si bé aquesta unitat es va aconseguir amb la creació de l'estat de Malàisia, encara queda una majoria de població malaia a la part sud de Tailàndia, una àrea que formava part del Regne malai de Pattani. Hi ha, a més, una minoria malaia a l'illa de Singapur, de població majoritàriament xinesa, la qual van adquirir els britànics (Thomas Stamford Raffles) al soldanat de Johor el 1819.

## Etimologia
El terme malai Tanah Melayu deriva de les paraules Tanah (terra) i Melayu (malai), i significa "la terra malaia". El terme es troba en diversos textos malais, dels quals el més antic data de principis del segle xvii. S'esmenta amb freqüència en l'Hikayat Hang Tuah, un conegut conte clàssic associat amb els llegendaris herois del Soldanat de Malaca. Tanah Melayu en el text s'utilitza sistemàticament per a referir-se a la zona sota el domini de Malaca.
La geografia de Ptolemeu va definir la regió geogràfica dels txersonesos d'Or com Maleu-kolon, terme que es creu deriva del sànscrit malakolam o malaikurram. Mentre que la crònica xinesa de la dinastia Yuan va esmentar la paraula Dt-li-yu-er, referint-se a una nació de la Península de Malay que estava amenaçada per l'expansió cap al sud del Regne de Sukhothai sota el rei Ram Khamhaeng. Durant la mateixa època, Marco Polo va fer referència a Malauir en el seu viatge, com un regne situat en la Península de Malaca, possiblement similar a l'esmentat en la crònica Yuan. La península de Malaca estava confosa amb Pèrsia en el vell Japó, i era coneguda pel mateix nom.
A principis del segle xx, el terme Tanah Melayu va ser utilitzat generalment pels malais de la península durant l'ascens del nacionalisme malai per a descriure la unió de tots els estats malais en la península sota una nació malaia, i aquesta ambició es va materialitzar en gran manera amb la formació de Persekutuan Tanah Melayu ("Federació de Malaia" en malai) el 1948.

## Geografia

### Clima
Té un clima equatorial, amb precipitacions abundants: a Kuala Terengganu, 2.826 mm anuals, i 2.207 a Malaca; amb temperatures altes i constants; Kuala Trengganu i Malaca, per exemple, tenen 25 °C i 27,2 °C al gener i 27° i 26,4° al juliol, respectivament.
El bosc, equatorial humit al Sud i caducifoli monsònic al Nord, ocupa el 69% del país.

## Història
La península malaia va estar habitada des de temps prehistòrics. S'han trobat restes arqueològiques en diverses grutes, algunes utilitzades com habitacles, d'altres a més com a llocs d'enterrament. Les restes més antigues es van trobar a la cova de Lang Rongrien i daten de fa 38.000-27.000 anys. També s'han trobat restes a la gruta de Moh Khiew.
Cròniques xineses del primer mil·lenni esmenten diverses ciutats o ciutats-estats costaneres, si bé no donen la seva localització geogràfica exacta, de manera que la identificació d'aquestes ciutats amb les ciutats històriques posteriors és difícil. D'aquests estats, els més importants eren Langkasuka, considerat generalment un precursor del regne Patani; Tambralinga, probable precursor del regne de Nakhon Si Thammarat, probablement situat a la badia de Bandon. Les ciutats estaven molt influenciades per la cultura hindú i van adoptar la religió bramànica o budista. Quan Srivijaya va estendre la seva esfera d'influència, aquestes ciutats es van fer estats tributaris de Srivijaya.
Després que Srivijaya perdés la seva influència, Nakhon Si Thammarat va passar a ser el regne dominant de la zona. Durant el regnat de Ramkhamhaeng, la influència tailandesa va arribar en primer lloc a Nakhon Si Thammarat. Segons la inscripció de Ramkhamhaeng, Nakhon era fins i tot un estat tributari de Sukhothai. Durant la major part de la seva història posterior Nakhon va ser tributari d'Ayutthaya.
El sud profund pertanyia als soldanats malais de Patani i Kedah, mentre que la zona del nord de la península es trobava sota control directe de Bangkok.

### Període colonial
El lloc on se situa la ciutat de Malaca va ser el centre de la història de l'estat del mateix nom. Va ser la capital del sultanat de Malaca, el centre del món malai entre els segles XV i XVI després de la sortida dels malais de Sumatra i abans de l'arribada dels portuguesos el 1511. Els segles de colonització portuguesa, holandesa i britànica així com el desenvolupament de la cultura xinesa ha influenciat l'arquitectura de la ciutat.
Després de la Segona Guerra Mundial, el sentiment anti-colonial es va propagar entre els nacionalistes malais. Es van dur a terme negociacions amb els britànics. El primer ministre de Malàisia, Tunku Abdul Rahman, va anunciar l'eventual independència el 20 de febrer de 1956. Després d'un viatge a Londres per negociar, es va decidir com a data de proclamació de la independència el 31 d'agost de 1957.
Des de la fundació de Singapur el 1819, el port de Malaca va entrar en declivi davant el creixement del port de Singapur i posteriorment del de Kuala Lumpur.

### Federació Malaia
Dins de la Federació, mentre els estats malais eren protectorats del Regne Unit, Penang i Malaca van romandre com a territoris colonials britànics. Com la Unió Malaia, abans d'això, la Federació no incloïa a Singapur, que abans d'aquesta època hi havia estat generalment considerat com a part de Malàisia.
La Federació va aconseguir la independència en l'àmbit de la Mancomunitat de Nacions el 31 d'agost de 1957. El 1963 la Federació, al costat de Singapur, Sarawak i Borneo Septentrional (que va ser renombrat com Sabah), reivindicats com a part del Sultanat de Sulu, va formar una nova federació anomenada Malàisia. Amb tot, Singapur es va separar de la federació, proclamant-se com república independent el 9 d'agost de 1965.